# Mazury (województwo wielkopolskie)
Mazury – wieś w Polsce położona w województwie wielkopolskim, w powiecie ostrowskim, w gminie Ostrów Wielkopolski.
W latach 1975–1998 miejscowość należała do województwa kaliskiego.
Zobacz też: Mazury.